# Kirkeby (Humlum Sogn)
 For alternative betydninger, se Kirkeby. (Se også artikler, som begynder med Kirkeby)
Kirkeby er en proprietærgård beliggende i Humlum Sogn. Struer Kommune. 
Gården nævnes ifølge Trap Danmark første gang i år 1582 som Kirckebye, derefter som Kirkeby og senere Kirkebygaard.
I 1689 var Kirkeby registreret som Ryttergods ejet af Kong Christian V (1670-1699), tilordnet Rytterdistrikt 1. jydske nationale regiment i Holstebro. Kirkeby stillede med to ryttere.
Den nuværende hovedbygning blev opført i år 1906.
Hovedbygningen har undergået flere forandringer gennem tiden.
Hovedbygningen er erklæret bevaringsværdig.
Gården ejes i dag af forfatter, Palle Lykke Ravn

## Ejere
- 1689 – ????: Kong Christian V
- ???? – 1792: Hans Billeschou
- 1792 – 1801: Birgithe Madsdatter
- 1801 – 1811: Anders Jensen
- 1811 – 1845: Jacob Madsen
- 1845 – 1895: Christen Jacobsen
- 1895 – 1907: Mads Christian Mikkelsen
- 1907 – 1908: Christian Brandt
- 1908 – 1913: Christen Christensen
- 1913 – 1913: Christian Nielsen Dahl
- 1913 – 19??: Jens Christian Pedersen Bæk
- 19?? – 1987: Aage Bernhard Bæk
- 1987 – 1987: Kristian Bæk
- 1987 – 1989: Egon Damholt
- 1989 – 1989: Henning Sørensen
- 1989 – 2006: Jørgen Vestbjerg
- 2006 – : Palle Lykke Ravn